# Bouddhisme en Slovénie
 (mai 2019).
Améliorez-le ou discutez des points à vérifier. 
Le bouddhisme est une religion légalement reconnue en Slovénie, bien que les chiffres exacts de ses pratiquants ne soient pas officiellement disponibles. On estime qu'environ 1 000 Slovènes pratiquent cette religion. Le bouddhisme est représenté par plusieurs branches, notamment le Mahayana et le Vajrayana, et différentes communautés bouddhistes se sont implantées dans le pays depuis les années 1990.
Un accord important a été signé en 2008 entre la Congrégation Dharmaling et l'État slovène, soulignant le cadre légal pour le bouddhisme.
En Slovénie, l'administration compétente pour traiter des religions est le Bureau gouvernemental des communautés religieuses de la République de Slovénie. Une nouvelle règlementation pour les communautés religieuses a été promulguée en 2007.

## Organisations bouddhistes
Dans le cadre des communautés religieuses enregistrées au Bureau des communautés religieuses de la République de Slovénie, figurent :
- Buddha-Dharma - Union des bouddhistes dans la République de Slovénie[3], enregistré en 1995,
- La Congrégation bouddhiste Dharmaling, dont le résident lama est Shenphen Rinpoché, est enregistrée en 2003, possédant un temple à Ljubljana, la capitale de la Slovénie[4],
- Groupe Bouddhiste Shambala de Ljubljana,
- Groupe Yeshe Khorlo (branche nyingmapa du bouddhisme tibétain),
- Groupe Phowa (concentré sur la pratique de Phowa, sous la guidance de S.E. Ayang Rinpoché),
- Association des Bouddhistes Theravada Bhavana (Društvo theravadskih budistov, Bhavana) [5],
- Association Bouddhiste Slovène Madyamika (Slovensko budistično društvo Madyamika, Srednja pot) [6],
- Groupe Zen.